# Bled
Bléd (izgovarjava [ˈbleːt] (), na Bledu; nemško Veldes, v starejših virih tudi Feldes) je mesto in turistično središče s približno 5000 prebivalci in središče Občine Bled v Sloveniji. Bled je naselje s središčem na vzhodnem obrobju Blejskega jezera (475 mnm), ob katerem leži ter ga ozemeljsko tudi v celoti zaobsega. Spada med starejše turistične kraje v Sloveniji. Središče Bleda leži na nadmorski višini 501m, sredi razgibane, ledeniško preoblikovane pokrajine, na prehodu iz Radovljiške kotline v vzhodno vznožje Julijskih Alp. Bled je bilo od zgodnjega srednjega veka ime za fevdalno posest, ki je obsegala prostor med Savo Dolinko in Savo Bohinjko. Današnje mestno naselje je nastalo z združitvijo vasi Grad, Mlino, Rečica, Zagorice in Želeče, ki so razporejene okoli jezera, ločuje pa jih vrsta samostojnih vzpetin (Grad/Grajski hrib 599 mnm, Straža 646 m, Kozarca 558 mnm, Velika in Mala Osojnica 756 oz. 685 mnm in Ravnica 729 mnm). Mestno naselje je pričelo nastajati sredi 19. stoletja, ko so po zemljiški odvezi kmetje najprivlačnejša kmetijska zemljišča ob vzhodni obali jezera pričeli prodajati premožnim meščanom za gradnjo počitniških vil in so se vasi Grad, Zagorice in Želeče pričele zraščati. Poleg njih so naselja oziroma deli Bleda še Seliše, Dobe, Na Jasi, Mlino, Zazer, Rečica (pri Bledu), Grimščice, Gmajna, Jermanka, Velika in Mala Zaka (z veslaškima centroma), v bližini je tudi železniška postaja z naseljem Nad progo. 
Leta 1951 je bil Bled v upravnem pogledu določen za mesto, izločeno iz okrajev, uradno pa je Bled status mesta oz. samostojnega naselja pridobil šele leta 1960. Na Bledu imajo poleg več hotelov sedež tudi Javni zavod Triglavski narodni park, Visoka šola za hotelirstvo in turizem Bled (Višja strokovna šola za gostinstvo, velnes in turizem Bled), IEDC poslovna šola Bled ter konferenčno-prireditvena Festivalna dvorana Bled, kjer je med drugim prvi dve leti potekala Slovenska popevka, dvakrat (1965 in 2005) mednarodni kongres PEN, katerega Odbor pisateljev za mir vsako leto od svoje ustanovitve 1984 zaseda na Bledu in se sočasno odvija tudi Mednarodno blejsko srečanje pisateljev pod okriljem PEN; kakor tudi del vsakoletne mednarodne literarne prireditve Vilenica in od 2006 Blejski strateški forum (BSF), srečanje najvišjih predstavnikov držav in strokovnjakov za mednarodne odnose. Leta 2002 je na Bledu, ki je eno od prizorišč mednarodnega šahovskega turnirja in Memoriala dr. Milana Vidmarja, potekala Šahovska olimpijada. Od 1996 je Bled tudi prizorišče mednarodnega glasbenega Festival Bled s tečaji, violinistično delavnico itd. Drugo blejsko prizorišče je Ledena dvorana. Blejski dnevi prikazujejo turistom izdelke domače in umetnostne obrti ter kulinarike, potekajo promenadni koncerti, na tradicionalno blejsko noč »zažarita« jezero in grad, ko prostovoljci v čolnih na jezersko gladino položijo okrog 15.000 lučk v jajčnih lupinah, ki jih pripravlja domačin Andrej Vidic in ki poleg ognjemeta razsvetlijo jezero in njegovo okolico. Na Bledu poteka tudi tradicionalna etno-glasbena prireditev Okarina festival in deluje Medgeneracijski center Vezenine Bled.
Jezero, ki je dolgo 2,12 km in široko od 0,5 do 1 km, ima poleti vodo primerno za kopanje, ki se na površini segreje do 25 °C in do jeseni ohrani do 18 °C. V bolj mrzlih zimah jezero zamrzne. Na jezeru se nahaja Blejski otok s cerkvijo Marijinega vnebovzetja, kamor prepeljujejo ljudi z blejskimi pletnami. 
Ob blejskem prelomu je blizu jezera termalni vrelec (23 °C), ki napaja dva pokrita bazena dveh hotelov. Bled je postal tudi središče gospodarjenja z gozdovi Vzhodnih Julijskih Alp in je sedež uprave Triglavskega narodnega parka z informacijskim središčem, čeprav mesto samo leži izven njegovih meja. 
Na Bledu je razvit veslaški šport, ob jezeru je Olimpijski Veslaški center Mala Zaka, ki ima tribuno tudi v Veliki Zaki, kjer je Camping Bled. Turistično je Bled poleg jezera z otokom, gradu in okolice znan tudi po znamenitih kremnih rezinah oz. kremšnitah, ki jih je leta 1953 v blejskem Hotelu Park začel izdelovati slaščičar Ištvan Lukačević iz Vojvodine. Na Bledu je tudi smučišče Straža. 

## Zgodovina
Leta 2004 je Bled praznoval častitljivo tisočletnico prve omembe. Posestvo med Savo Dolinko in Savo Bohinjko je bilo vse do sredine 19. stoletja (1858) z nekaj vmesnimi prekinitvami v lasti Briksenških škofov. Vmes je bil za kratek čas v državni lasti, v času Ilirskih provinc je pripadal Napoleonovemu cesarstvu, nekaj časa pa avstrijskemu. Po odpravi fevdalizma je lastništvo prehajalo iz rok v roke, v začetku 20. stoletja je bil Blejski kot del Dravske banovine. Zavoljo znanih oseb, ki so ga obiskovale (Arnold Rikli, dinastija Karađorđević, Tito, itd.), se je Bled začel razvijati v prestižno turistično destinacijo. Zasluge za razvoj turizma pripisujemo tujcem, zlasti pa Arnoldu Rikliju, pionirju blejskega zdraviliškega turizma (1854). Velik vpliv na razvoj turizma je imela tudi izgradnja železniške proge Ljubljana-Trbiž leta 1870, oziroma Celovec/Beljak-Trst (1906). Tega leta (1906) je na postajo Bled-Jezero pripeljal prvi vlak bohinjske železnice. Po prvi svetovni vojni se na Bledu prične z intenzivno gradnjo novih hotelov in vil. Izgradnja najstarejših hotelskih objektov sicer sega še v čas pred prvo svetovno vojno: Lousienbad (današnje Toplice), hotel Adria (današnji hotel Jadran), Mallnarjeva gostilna (današnji Park Hotel), Kurhaus (v današnjem Zdraviliškem parku) itd. Premožni tujci so gradili počitniške vile tako pri jezerski obali kot v vaseh. Bled je bil eden izmed najbolj mondenih evropskih letovišč tistega časa. Prvi na današnjem ozemlju Slovenije so dobili asfaltirane ceste, že leta 1914 je kraj dobil elektriko in vodovod. Po drugi svetovni vojni so poleg adaptacije nadaljevali z gradnjo turističnih zmogljivosti (hotelov in vil), zlasti na vzhodni obali jezera. Nagel turistični razvoj je v 1. polovici 20. stoletja sovpadal tudi z naraščanjem števila prebivalstva, kar za druge slovenske pokrajine ni bilo tako izrazito.
Konec 19. stoletja (1899) je bilo področje današnje blejske in gorjanske občine razdeljeno na občine Ribno, Gorje in Bled. Prvi dve namreč nista bili usmerjeni v turistično dejavnost, ampak je prevladovala kmetijska ter gozdarska dejavnost. Taka ureditev je veljala vse do konca druge svetovne vojne. Bled je kot enotno naselje nastal z zraščanjem naselij: Zagorice, Želeče, Grad, Mlino in Rečica, ki so se razvijala kot obcestna naselja na relaciji Lesce-Bohinj in Lesce-Gorje. Intenzivna gradnja z objekti pretežno turističnega značaja je po drugi svetovni vojni zabrisala meje med Gradom, Želečami in Zagoricami, medtem ko sta Mlino in Rečica zaradi oblikovanosti površja ostala odmaknjena vse do danes. Kot naselje je bil ustanovljen leta 1960. Po vojni se je območje Bleda povečalo na račun ukinjene občine Gorje in ostalo samostojno do leta 1961, ko je postalo del radovljiške občine. Leta 1994 je Bled znova postal samostojna občina, ki je zajemala naselja: Zasip, Bohinjska Bela, Ribno, Spodnje in Zgornje Gorje kot naselja z značajem lokalnega oskrbnega središča, Obrne, Bodešče, Koritno, Selo, (Grabče, Krnica, Mevkuž, Poljšica, Podhom, Višelnica kot vaška naselja ter Kupljenik, Radovna, Perniki, Slamniki, Spodnje in Zgornje Laze - občina Gorje) kot razložena podeželska naselja. Leta 2006 je občina Bled izgubila precejšen del ozemlja na račun ponovno ustanovljene Občine Gorje. 

### Pobratena mesta
- Doberdob, od leta 1998

- Brixen - Bressanone, od leta 2004

- Vrba na Koroškem (Velden am Wörthersee), od leta 2004

- Vračar, Srbija, od leta 2008

- Henley na Temzi, od leta 2013

- Wangen an der Aare, od leta 2018

### Prijateljska mesta:
- Dubrovnik, od leta 2001

- Beljak – Villach, od leta 2002

- Rakovica, od leta 2013

## Kulturna dediščina
- Blejski grad
- Blejski otok s Cerkvijo Marijinega vnebovzetja
- Vila Bled s Plečnikovim Belvederjem (Café Belvedere/Kavarna Belvedere), Pristavo in čolnarno
- Vila Rikli in spomenik Arnoldu Rikliju
- Cerkev sv. Martina, Bled
- Čolnarna in Grajsko kopališče
- vila Ilsenheim (zdaj vila Rog)
- najstarejši Prešernov spomenik nasploh (iz leta 1883); vila Prešeren
- Vila Perun v lasti DMFA (vila Josipa Plemlja ter njegova spominska soba na Prešernovi 39)
- Vila Pongratz (penzion Alpe)
- vila Sončnica (Ivana Hribarja)
- Spomenik Adolfu Muhru
- vila Vilsonija (Ivana Švegla)
- vila Viktorija (hostel Vila Viktorija Bled)
- Spomenik Josipu Plemlju
- Mrakova domačija na Rečici

## Pomembnejši prebivalci in osebnosti, povezane z Bledom
- Josip Plemelj
- Princ Andrej Karađorđević
- Josip Broz - Tito
- Blaž Kumerdej
- Josip Murn
- Krištof Fašank
- Tomaž Kristan
- Jaka Valant
- Josip Poklukar
- Julius von Payer, umrl na Bledu
- Max Landa, umrl na Bledu
- Josip Pongratz
- Carl Gustav Svensson
- Josip Costaperaria
- Ivan Hribar
- Tone Svetina
- Janez Svetina
- Mojca Kumerdej
- Boris A. Novak
- Milena Zupančič
- Dušan Jovanović
- Ivan Kenda
- Arnold Rikli
- Augusta Kelsen
- Danilo Fürst
- Jože Fürst
- Peter Florjančič
- Tone Frelih
- Stane Gabrovec
- Timotej Knific
- Jože Kastelic
- Karel Mauser
- Tonček Pangerc
- Ivan Ribič
- Janko Benedik
- Božo Benedik
- Nikolaj Bevk
- Thomas Keller
- Boris Kocijančič
- Franc Čop
- Benedikt Lergetporer
- Ištvan Lukačević
- Angela Zupan
- Vida Jerajeva
- Anton Vovk (hotelir)
- Bogdan Vovk
- Aleksander Molnar
- Jula Vovk Molnar (Jula Molnar Vovk)
- Melita Vovk
- Mirko Vovk
- Jakob Peternel
- Ejti Štih
- Danilo Majaron
- Andrej Ferjančič
- Tončka Durjava (Rudolf)
- Dragotin (Karel) Lapajne
- Ivan Krizostom Švegel
- Jožef Švegel (Jožef Schwegel)
- Rudolf (Ernst) Marčič
- Matej Pretner
- Mirko Šubic
- Oleg Vrtačnik
- Ivan Vurnik
- Ivan Jan
- Jože Jan
- Brane (Branko) Brodnik
- Karla Bulovec
- Štefka Bulovec
- Stane Kolman
- Vito Lavrič
- Anton Bole
- Janez Božič
- Milan Ciglar
- Pavel Tolar
- Peter Božič
- Anton Baloh
- Franc Benko
- Mirko Toš
- Janez Fajfar
- Peter Fajfar?
- Andrej Klinar
- Franc Copf
- Polde Oblak (slikar)
- Vid Pečjak
- Olga Gracelj
- Ferdo Gestrin
- Franc Rozman
- Ernest Petrič
- Josip Rus (Veljko Rus, Vojan Rus)
- Borut Rus (1926-2017)
- Ivo Pirkovič?
- Jože Jensterle
- Tone Frelih
- Jurij Hočevar
- Slavko Janjušević
- Jože Berc
- Milan Janša
- Miloš Janša
- Sadik Mujkić
- Luka Špik
- Denis Žvegelj
- Sara Isakovič
- Aleš Žemva
- Dejan Žemva
- Jakob Soklič
- Vera Stich
- Jože Ujčič
- Jože Ulčar
- Anže Ulčar
- Janez Ambrožič (duhovnik)
- Ivan Rupnik (duhovnik)
- France Trefalt
- Janez Ravnik (1929-)
- Jože Osterman
- Franc Rozman
- Stane Dremelj
- Tomaž Jemc
- Saša Molnar
- Vid Ponikvar
- Janez Marijan Polak
- Otmar Zorn
- Nika Leben (biologinja)
- Magdalena Cundrič
- Franc Sekovanič (p. Krizostom)
- Anton Dvornik (Wornig)